# Lapeyrouse-Fossat
Lapeyrouse-Fossat – miejscowość i gmina we Francji, w regionie Oksytania, w departamencie Górna Garonna.
Według danych na rok 1990 gminę zamieszkiwało 1 596 osób, a gęstość zaludnienia wynosiła 168 osób/km² (wśród 3020 gmin regionu Midi-Pyrénées Lapeyrouse-Fossat plasuje się na 223. miejscu pod względem liczby ludności, natomiast pod względem powierzchni na miejscu 1128.).